# Podmosta delicatula
Podmosta delicatula är en bäcksländeart som först beskrevs av Peter Walter Claassen 1923.  Podmosta delicatula ingår i släktet Podmosta och familjen kryssbäcksländor. Inga underarter finns listade i Catalogue of Life.